# Pietro Aglieri
Pietro Aglieri (Palermo, 6 de junio de 1959) fue un poderoso mafioso del barrio de Guadagna, en Palermo. Se le conoce como "'U Signurinu" por su educación relativamente sofisticada y refinados modales. Tuvo una educación clásica y estudió griego, latín, filosofía, historia y literatura a un nivel que le garantizaba la entrada a la universidad. En su lugar, optó por una "carrera" en la Cosa Nostra. El diario británico The Guardian le calificó como hombre emergente del año 1995 en Italia.

## Trayectoria mafiosa
Aglieri fue un leal partidario de los corleonesi durante la Segunda guerra de la mafia. Se ganó el favor de Riina al matar a los familiares de los jefes de la mafia rivales. Se convirtió en el jefe de la familia de Santa Maria di Gesù después de que Giovanni Bontade – hermano de Stefano Bontate – fuera asesinado en 1988. Aunque se mantuviera en activo desde principios de 1980, su nombre no atrajo la atención de los fiscales hasta 1989.
Como miembro de la Comisión de la mafia, Aglieri estaba siendo juzgado "in absentia" por los atentados en 1992 de los jueces Giovanni Falcone y Paolo Borsellino. Recibió una condena a cadena perpetua por el asesinato del juez Antonino Scopelliti el 9 de agosto de 1991, asesinado mientras preparaba la sentencia definitiva del Maxi Proceso para el Tribunal de Casación. También fue a juicio por el asesinato en 1992 de Salvo Lima, un político de Sicilia con estrechos vínculos con Giulio Andreotti, el ex primer ministro acusado de asociación mafiosa. 
Después de la detención de Riina en enero de 1993, Aglieri comenzó a apoyar la nueva estrategia de Bernardo Provenzano consistente en abandonar la vía de la violencia continuada. Las nuevas directrices fueron la paciencia, la compartimentación, la convivencia con las instituciones estatales, y la infiltración sistemática en las finanzas públicas. El diplomático Provenzano trató de detener el flujo de pentiti al no atacar a sus familias, sólo usando la violencia en caso de absoluta necesidad.
El 6 de junio de 1997, Aglieri fue arrestado en un almacén en desuso en la zona industrial de Bagheria, junto con sus lugartenientes, Natale Gambino y Giuseppe La Mattina. Las autoridades tardaron casi un año para localizarlo después de la detención de su mano derecha Carlo Greco. Al parecer, Giovanni Brusca, un leal a Riina detenido en mayo de 1996, ayudó a la policía a identificar a Aglieri. Había estado huyendo desde 1989.

## ¿Desvinculación?
El 28 de marzo de 2002, Pietro Aglieri escribió una carta al Fiscal Antimafia Pierluigi Vigna y al fiscal jefe de Palermo, Pietro Grasso en la que pedía negociar. Su propuesta era que los mafiosos recibirían sanciones menos severas (en particular, la relajación del régimen penitenciario del Artículo 41-bis) a cambio de reconocer la existencia de la Cosa Nostra y la autoridad del Estado italiano.
Aglieri había sido contactado por Vigna en febrero de 2000 en un intento para que los mafiosos se "desvinculasen" de la Cosa Nostra —  sin llegar a ser colaboradores de justicia — un método que fue utilizado con éxito en la lucha contra las Brigadas Rojas. Exmiembros de las Brigadas Rojas  podían reconocer públicamente sus errores sin tener que admitir sus responsabilidades criminales.
Aglieri propuso una reunión de la Comisión en una cárcel en algún lugar de Italia para convencer a Totò Riina a llegar a un acuerdo sobre la rendición de la mafia y la entrega su arsenal. Otros jefes como Giuseppe "Piddu" Madonia, Nitto Santapaola, Pippo Calò y Giuseppe Farinella parecían estar de acuerdo.
Vigna también había tanteado a los mafiosos Piddu Madonia, Giuseppe Farinella y Salvatore Buscemi. Los intentos encubiertos de Vigna eran polémicos y fueron hechos públicos por un topo de la Direzione Nazionale Antimafia. Se vieron frustrados definitivamente cuando el gobierno de centro-izquierda de Massimo D'Alema dimitió el 25 de abril de 2000. El ministro de Justicia, Oliviero Diliberto, fue reemplazado por Piero Fassino, que detuvo la negociación.
A la carta de Aglieri de marzo de 2002 le siguieron las declaraciones de Leoluca Bagarella durante una comparecencia ante el tribunal en julio de 2002 en la que sugirió que algunos políticos habían fracasado en mantener los acuerdos con la mafia por las condiciones carcelarias. Estos hechos precipitaron el final para intentar convencer a los mafiosos de "disociarse" de la mafia, no sólo debido a la resistencia en la judicatura y del movimiento antimafia sino también a causa de la nueva estrategia de inmersión de la mafia.

## Religión
Tras su detención, se descubrió una pequeña capilla en el escondite de Aglieri, un signo claro de su devoción a la Iglesia Católica. Un sacerdote, Mario Frittitta, admitió haberse reunido con Aglieri en 1997 y celebrar la misa para él y sus hombres en la Navidad de 1996 y la Pascua de 1997. Frittitta afirmó al tribunal que trató de persuadir a Aglieri para que se entregase, pero no a declarar contra otros. Después de su arresto, Aglieri anunció que quería estudiar teología -  pero uno de los principales obispos sicilianos le denegó el permiso. Sin embargo, Aglieri comenzó a estudiar la historia de la iglesia en la Universidad de La Sapienza de Roma mientras estaba preso en la cárcel de Rebibbia.
En una entrevista a La Repubblica en marzo de 2004, aseveraba que prefería el régimen penitenciario del Artículo 41-bis a ser un colaborador de la justicia [cita requerida]